# Верхополля (Нижньогородська область)
Верхополля (рос. Верхополье) — присілок в Вачському районі Нижньогородської області Російської Федерації.
Населення становить 233 особи. Входить до складу муніципального утворення Арефинська сільрада.

## Історія
Від 2009 року входить до складу муніципального утворення Арефинська сільрада.

## Населення
| 1859 | 1905 | 1926 | 1999 | 2002 | 2010 |
| ---- | ---- | ---- | ---- | ---- | ---- |
| 363  | ↘355 | ↗535 | ↘296 | ↘276 | ↘233 |